# Ayer (Enrique Iglesias)
Ayer è un brano musicale del cantante spagnolo Enrique Iglesias, scelto come quarto singolo dal suo nono album di inediti, Euphoria e come settimo singolo complessivo. Il brano è stato prodotto dallo storico collaboratore Carlos Paucar. Il brano è stato pubblicato il 5 luglio 2011 per il mercato digitale negli Stati Uniti e alcuni Paesi europei.

## Il brano
Ayer è stato prodotto da Carlos Paucar che aveva collaborato con Iglesias in alcuni altri suoi singoli. Il brano è stato pubblicato il 5 luglio 2011 ed è approdato su YouTube lo stesso giorno.

## Video
Il video musicale del brano è stato premiato attraverso il suo sito ufficiale del canale YouTube il 29 luglio 2011. Nel video di Ayer, Enrique Iglesias è dipinto in una stanza buia illuminata a lume di candela. Mentre il video continua, il cuore di Iglesias si spezza e fa andare in fiamme alla stanza dove si trova. La sala inizia a riempirsi di fumo con ustioni su Iglesias, però, il cantante è così concentrato che non sembra accorgersi.
Meena Rupani da Desihits scrisse che: "Il video di Ayer è semplice e pieno di sentimento ed è ciò che ci ha fatto innamorare di Enrique, in primo luogo".

## Tracce
1. Ayer – 3:33

## Classifiche
| Classifica (2011)              | Posizione massima |
| ------------------------------ | ----------------- |
| US Latin Songs (Billboard)     | 3                 |
| US Latin Pop Songs (Billboard) | 3                 |
| US Tropical Songs (Billboard)  | 1                 |